# Уређај за аутоматско убризгавање инсулина
Уређај за аутоматско убризгавање инсулина  (УАУИ) су аутоматизовани (или полуаутоматски) системи дизајнирани да пацијентима са шећерном болести који захтевају терапију инсулином, помогну да контролишу ниво шећера у крви. Они аутоматским прилагођавају убризгавање инсулина као одговор на нивое глукозе у крви. Тренутно доступни системи (од октобра 2020.) могу да испоруче (и регулишу испоруку) само једног хормона — инсулина. Други системи који су тренутно у развоју имају за циљ да побољшају постојеће системе додавањем једног или више додатних хормона који се могу испоручити по потреби, пружајући нешто бољу ендокрину функционалност панкреаса.
Ендокрину функционалност панкреаса обезбеђују ћелије острваца које производе хормоне инсулин и глукагон. Технологија вештачког панкреаса опонаша лучење ових хормона у крвоток као одговор на промене нивоа глукозе у крви у телу. Одржавање уравнотеженог нивоа шећера у крви је кључно за функцију мозга, јетре и бубрега. Због тога је за особе са шећерном болести неопходно да се нивои шечера у крви одржавају у равнотежи када тело не може само да производи инсулин.

## Терминологија
За системи за аутоматско убризгавање инсулина се често коришстио термина вештачки панкреас, иако тај термин нема прецизну, универзално прихваћену дефиницију.

## Предуслови
Шећерна болест је здравствено стање у којем је смањена способност тела да регулише шећер (глукозу) у крви. Инсулин је хормон који производи панкреас који преноси шећер из крви у ћелије и претвара га у енергију. Пошто је производња инсулина недовољна код пацијената са шећерном болести или њихово тело не реагује на одговарајући начин на инсулин, могу бити потребни спољни суплементи инсулина да би се уравнотежио шећер у крви. 
Аутоматски уређаји за ињекције инсулина олакшавају и аутоматизују овај процес, чиме се побољшава квалитет живота пацијената оболелих од шећерне болести, и имају капацитет да револуционишу управљање шећерном болести. Ови уређаји не само да побољшавају квалитет живота пацијената са шећерном болести већ иим и помажу у свакодневном управљању инсулином.
Као и код сваког технолошког алата, правилна употреба и одговарајући здравствени надзор су од суштинског значаја за правилну и безбедну употребу уређаја за аутоматско убризгавање инсулина.

## Основне информације
Иако звучи као један уређај који се прикључује на тело, истраживачима су биле потребне деценије да повежу различите уређаје за дијабетичаре користећи комбинацију каблова и бежичне технологије како би створили систем који може да опонаша оно што ради здрав панкреас – прате нивое глукозе и убризгавају инсулин по потреби.
Тренутно, УАИУ систем је у суштини инсулинска пумпа повезана са континуираним монитором глукозе (КМГ). Монитором се управља преко пријемника (засебног ручног уређаја или можда апликације за мобилни паметни телефон) помоћу сложених софтверских алгоритама како би све то функционисало.
Идеја је да се аутоматизује праћење глукозе у крви  што је више могуће, тако да корисник више не мора да мери шећер у крви прстом, а затим израчунава колико инсулина треба дозирати или смањити на основу очитавања. Неки системи могу чак аутоматски да искључе убризгавање инсулина на основу ниских очитавања шећера у крви које детектује мерач нивоа глукозе у крви. Неки системи експериментишу са додавањем глукагона у пумпу заједно са инсулином за подизање шећера у крви када је то потребно.
Ови системи су у различитим фазама развоја, од клиничких истраживања до раних комерцијалних производа код којих је остварен невероватан напредак.

### Компоненте УАИУ
Компоненте укључене у тренутне уређаје за аутоматско убризгавање инсулина:
- Инсулинска пумпа  обезбеђује непрекидан унос инсулина у тело кроз „место за инфузију“ или малу канилу убачену под кожу.
- Континуирани монитор глукозе (КМГ)  континуирано мери ниво шећера у крви помоћу малог сензора који се носи на кожи а који има сопствену канилу одвојену од пумпе. КМГ је носиви сензор који екстраполира процену концентрације глукозе у крви пацијента на основу нивоа глукозе присутне у поткожној интерстицијској течности. Танка, биокомпатибилна сензорска жица обложена ензимом који реагује на глукозу се убацује у кожу, омогућавајући систему да очита генерисани напон и на основу њега процени ниво глукозе у крви. Највећа предност КМГ у односу на традиционални мерач глукозе у крви на прстима је у томе што КМГ може да чита ново очитавање сваких 60 секунди (иако већина очитава само сваких 5 минута), омогућавајући фреквенцију узорковања која може да обезбеди не само тренутни ниво шећера у крви, већ и запис прошлих мерења; омогућавајући компјутерским системима да пројектују прошле краткорочне трендове у будућност, показујући пацијентима где се вероватно креће њихов ниво шећера у крви.
- Контролер који може бити или сама инсулинска пумпа, посебан ручни контролер или апликација за мобилни паметни телефон која укључује екран на коме корисници могу да виде податке о глукози.
- Алгоритамски софтвер је „мозак“ система који израчунава вредности како би предвидео како ће се кретати ниво глукоза, а затим говори инсулинској пумпи како да ради.

У зависности од система, корисници могу имати могућност да подесе циљ за систем и могу имати различита подешавања да траже од система да даје више или мање инсулина уопште.

## Проблеми
Један од проблема примене УАИУ је недостатак повратних информација због великих временских кашњења у процесу у физиолошком деловању инсулина у јетри који је од око 100 минута а у периферном ткиву (мишићу) од око 20 минута. Тренутно пожељно потенцијално варијабилно кашњења на оба краја је да време кашњења буде од око 5-15 мин због сензора глукозе и дифузије ткива и кашњења које је резултат апсорпције инсулина. 
УАИУ још увек не може да ради оптимално због кашњења и нетачности у мерењу и примени инсулина. Поремећаји, односно брзе промене као што је оброк који изазивају повећање глукозе које се дешава много брже од времена потребног за апсорпцију и деловање инсулина, не могу се исправити. Такође контролер може постати нестабилан јер је контролна интервенција прејака или пребрза. Дакле, регулатор мора да реагује спорије, што значи да су постпрандијални врхови глукозе мање ослабљени и касније може доћи до хипогликемије. 
Због ове „контролне дилеме“, контролери су спори и добро раде само преко ноћи у стању квази спавања. Заједно са вежбањем, оброци су поремећаји које би се посебно желело исправити вештачким панкреасом.  Због тога су системи често и даље хибридни системи. Други облици давања инсулина као што су интраперитонеална примена или инхалација могу у томе помоћи.

## Безбедност
Студије показују да су ови системи генерално сигурни и ефикасни. Међутим, као и свака медицинска опрема, ови системи нису савршени. Ниво шећера у крви може бити ван опсега, тако да корисници треба да буду опрезни. Ово посебно важи за системе који нису регулисани од стране ФДА, пошто су алгоритми често још увек у развоју.